# Comitatul Antrim
Antrim (irlandeză Contae Aontroma) este unul dintre cele șase comitate ale Irlandei ce formează Irlanda de Nord.